# Вебер, Герд
Герд Ве́бер (нем. Gerd Weber; 31 мая 1956, Дрезден) — восточногерманский футболист, полузащитник.

## Карьера

### В клубе
С шести лет Герд стал заниматься футболом в школе дрезденского «Локомотива». В 1970 году Вебера пригласили в «Динамо» и в течение трёх лет он играл в молодёжной команде клуба. В чемпионате ГДР Вебер дебютировал 25 августа 1973 года, в матче 3-го тура против клуба «Шталь» из Ризы, выйдя на замену вместо Клауса Лихтенбергера. Через три года Вебер выиграл свой первый чемпионат страны, а позже ещё дважды становился чемпионом и обладателем Кубка ГДР. За 8 лет он сыграл 145 матчей в Оберлиге, забив 44 гола и провёл 25 матчей в еврокубках, забив 2 гола.
24 января 1981 года Вебер был арестован Штази, перед вылетом сборной ГДР в турне по Южной Америке, за попытку побега из страны совместно с одноклубниками Петером Котте и Маттиасом Мюллером. Герд планировал подписать контракт с западногерманским «Кёльном». В итоге его приговорили к 7 годам и 7 месяцам тюремного заключения, а партнёрам по команде запретили играть на профессиональном уровне. Вебер отсидел один год и вышел. Ни на какую работу он устроиться не мог, подрабатывал механиком. Четыре раза Герд просил футбольный союз ГДР разрешить ему вернуться в футбол, но все прошения были отклонены. 12 августа 1989 года он вместе с женой и шестилетней дочерью бежал сначала в Венгрию, а затем в ФРГ.

### В сборной
В национальной сборной ГДР Герд Вебер дебютировал 3 сентября 1975 года в товарищеском матче против команды СССР.
В 1976 году он стал Олимпийским чемпионом, сыграв на турнире два матча.

## Достижения
«Динамо»
- Чемпион ГДР (3): 1975/76, 1976/77, 1977/78
- Обладатель Кубка ГДР: 1976/77